# Разложение матрицы
Разложе́ние ма́трицы — представление матрицы {\displaystyle A} в виде произведения матриц, обладающих некоторыми определёнными свойствами (например, ортогональностью, симметричностью, диагональностью). У каждого класса матричных разложений имеется своя область применения; в частности, многие эффективные алгоритмы вычислительной линейной алгебры основаны на построении соответствующих матричных разложений.

## Разложения для решения СЛАУ

### LU-разложение
- Ограничения: матрица {\displaystyle A} — квадратная и невырожденная, причём все её ведущие главные миноры отличны от нуля[1].
- Вид разложения: {\displaystyle A=LU}, где {\displaystyle L} — нижняя треугольная матрица, а {\displaystyle U} — верхняя треугольная. Для однозначности разложения обычно дополнительно требуют, что матрица {\displaystyle L} была унитреугольной, т. е. треугольной матрицей с диагональными элементами, равными единице (иногда вместо этого требование унитреугольности накладывают на матрицу {\displaystyle U})[2].
- Сходные разложения: LDU-разложение в виде {\displaystyle A=LDU}, где {\displaystyle L} — нижняя унитреугольная матрица, {\displaystyle U} — верхняя унитреугольная, а {\displaystyle D} — диагональная.
- Сходные разложения: LUP-разложение в виде {\displaystyle PA=LU}, где {\displaystyle P} — матрица перестановок (выбирается в процессе построения разложения), {\displaystyle L} нижняя унитреугольная матрица, {\displaystyle U} — верхняя треугольная матрица. Это — обобщение LU-разложения на случай произвольных невырожденных матриц.
- Существование: LUP-разложение существует для любой квадратной матрицы {\displaystyle A}. Когда матрица {\displaystyle P} сводится к единичной матрице, LUP-разложение сводится к LU-разложению.
- LUP и LU-разложения используются при решении СЛАУ {\displaystyle Ax=b} размерности {\displaystyle n\times n}. Соответствующие методы представляют собой варианты матричной формы метода Гаусса. Матрица {\displaystyle P} характеризует при этом совокупный эффект перестановок строк в методе Гаусса.

### Ранговая факторизация
- Ограничения: произвольная матрица {\displaystyle A} размера {\displaystyle m\times n} и ранга {\displaystyle r}.

- Вид разложения: {\displaystyle A=CF}, где {\displaystyle C} — матрица {\displaystyle m\times r} и {\displaystyle F} — матрица {\displaystyle r\times n}.
- Ранговая факторизация может быть использована для вычисления псевдообратной матрицы, которая применяется при отыскании общего решения СЛАУ {\displaystyle Ax=b}.

### Разложение Холецкого
- Ограничения: симметричная положительно определённая матрица {\displaystyle A}[3].
- Вид разложения: {\displaystyle A=U^{T}U} (или, что эквивалентно, {\displaystyle A=LL^{T}}), где матрица {\displaystyle U} — верхняя треугольная (соответственно, матрица {\displaystyle L} — нижняя треугольная)[3].
- Сходные разложения: альтернативой является модифицированное разложение Холецкого (LDL-разложение), которое позволяет избежать извлечения корней (в нём матрица {\displaystyle L} — нижняя унитреугольная, а {\displaystyle D} — диагональная).
- Разложение Холецкого единственно.
- Разложение Холецкого также применимо, если матрица {\displaystyle A} эрмитова и положительно определена.
- Разложение Холецкого применяется для решения СЛАУ {\displaystyle Ax=b}, если матрица {\displaystyle A} имеет соответствующие свойства. Этот способ решения, по сравнению с методом LU-разложения, заведомо численно устойчив и требует в два раза меньше арифметических операций[4].

### QR-разложение
- Ограничения: произвольная матрица {\displaystyle A} размера {\displaystyle m\times n}.
- Вид разложения: {\displaystyle A=QR}, где {\displaystyle Q} — ортогональная матрица размера {\displaystyle m\times m}, и {\displaystyle R} — верхняя треугольная размера {\displaystyle m\times n}.
- Сходные разложения: существуют аналогичные QL-, RQ- и LQ-разложения.
- В силу ортогональности матрицы {\displaystyle Q} (что означает совпадение обратной матрицы {\displaystyle Q^{-1}} с транспонированной матрицей {\displaystyle Q^{T}}) система {\displaystyle Ax=b} эквивалентна системе {\displaystyle Rx=Q^{T}b} с треугольной матрицей, решение которой не доставляет труда.
- Одним из способов получения матрицы {\displaystyle Q} является процесс Грама ― Шмидта, и тогда {\displaystyle R=Q^{T}A}.
- Построение QR-разложения является основой QR-алгоритма ― одного из методов поиска собственных векторов и значений матрицы.
- Алгоритмы решения СЛАУ на основе QR-разложения практически одинаково работают как для хорошо обусловленных, так и для сингулярных систем[5].

### Интерполяционное разложение
- Ограничения: произвольная матрица {\displaystyle A} размерности {\displaystyle m\times n} и ранга {\displaystyle r}.
- Вид разложения: {\displaystyle A=A_{(:,J)}X}, где {\displaystyle J} — подмножество из {\displaystyle r} индексов {\displaystyle 1,...,n}; матрица {\displaystyle A_{(:,J)}} состоит из соответствующих столбцов изначальной матрицы; {\displaystyle X} — {\displaystyle r\times n} матрица, все элементы которой по модулю не больше 2 (кроме того, {\displaystyle X} содержит единичную подматрицу размерности {\displaystyle r\times r}). Аналогичное разложение можно получить и по строкам.

## Разложения, связанные с собственными или сингулярными значениями

### Спектральное разложение
- Ограничения: диагонализуемая квадратная матрица {\displaystyle A}, т. е. имеющая набор из {\displaystyle n} различных собственных векторов (при этом собственным значениям не обязательно различаться).
- Вид разложения: {\displaystyle A=VDV^{-1}}, где {\displaystyle D} — диагональная, образованная из собственных значений {\displaystyle A}, а столбцы {\displaystyle V} — соответствующие собственные вектора.
- Существование: матрица размерности {\displaystyle n\times n} всегда имеет {\displaystyle n} собственных значений (с учётом кратности), которые могут быть упорядочены (не единственным способом), чтобы построить диагональную матрицу {\displaystyle D} размерности {\displaystyle n\times n} и соответствующую матрицу из ненулевых столбцов {\displaystyle V}, которые удовлетворяют равенству {\displaystyle AV=VD}. Если {\displaystyle n} собственных векторов различны, тогда матрица {\displaystyle V} имеет обратную, что и даст искомое разложение {\displaystyle A=VDV^{-1}}[6].
- Всегда можно нормировать собственные векторы, чтобы те имели длину 1. Если {\displaystyle A} вещественная симметричная матрица, то {\displaystyle V} всегда обратима и нормализуема. В этом случае матрица {\displaystyle V} оказывается ортогональной, поскольку собственные векторы ортогональны по отношению друг к другу. Таким образом, искомое разложение (которое в рассматриваемом случае всегда существует) можно записать как {\displaystyle A=VDV^{T}}.
- Необходимым и достаточным условием диагонализуемости является совпадение геометрической и алгебраической кратности каждого собственного значения. В частности, наличие {\displaystyle n} различных собственных значений является достаточным (но не необходимым) условием.
- Спектральное разложение полезно для понимания решений систем линейных обыкновенных дифференциальных уравнений или разностных уравнений. Например, разностное уравнение {\displaystyle x_{t+1}=Ax_{t}} с начальным условием {\displaystyle x_{0}=c} имеет решение {\displaystyle x_{t}=A^{t}c}, что можно записать иначе как {\displaystyle x_{t}=VD^{t}V^{-1}c} (в случае, если {\displaystyle A=VDV^{-1}}). Возведение в степень {\displaystyle t} диагональной матрицы {\displaystyle D} сведётся к возведению каждого элемента на диагонали в степень {\displaystyle t}, что несравнимо проще, чем {\displaystyle A} (если, конечно, последняя изначально не имеет диагональный вид).

### Жорданова нормальная форма
- Ограничения: квадратная матрица {\displaystyle A}.
- Вид разложения: {\displaystyle A=CJC^{-1}}, где {\displaystyle J} — жорданова матрица, а {\displaystyle C} — матрица перехода к новому базису.
- Жорданова нормальная форма является обобщением диагональной формы матрицы {\displaystyle A}, составленной из собственных значений, на случай, когда геометрическая кратность одного или нескольких собственных значений меньше алгебраической кратности.

### Разложение Шура
- Ограничения: квадратная матрица {\displaystyle A}.
- Существует две версии разложения: для случая вещественной матрицы и для случая комплексной матрицы. Последняя всегда имеет комплексное разложение Шура.
- Вид разложения (вещественный случай): {\displaystyle A=VSV^{T}} (все матрицы в обеих частях равенства составлены из строго вещественных значений). В этом случае {\displaystyle V} — ортогональная матрица, а {\displaystyle S} — квазитреугольная. Последняя называется вещественной формой Шура. Блоки на диагонали {\displaystyle S} либо размера {\displaystyle 1\times 1} (в таком случае они представляют собой действительные собственные значения) или {\displaystyle 2\times 2} (образуемые парой комплексно-сопряжённых собственных чисел).
- Вид разложения (комплексный случай): {\displaystyle A=UTU^{H}}, где {\displaystyle U} — унитарная, {\displaystyle U^{H}} — её эрмитово-сопряжённая, а {\displaystyle T} — верхняя треугольная матрица, называемая комплексной формой Шура, которая содержит собственные значения {\displaystyle A} на диагонали.

### QZ-разложение
- Ограничения: квадратные матрицы {\displaystyle A} и {\displaystyle B}.
- Существует две версии разложения: комплексная и действительная.
- Вид разложения (комплексный случай): {\displaystyle A=QSZ^{H},B=QTZ^{H}}, где {\displaystyle Q} и {\displaystyle Z} — унитарные матрицы, {\displaystyle Z^{H}} — эрмитово-сопряжённая к {\displaystyle Z}, {\displaystyle S} и {\displaystyle T} — верхне-треугольные матрицы.
- В указанном разложении соотношение диагональных элементов в {\displaystyle S} и соответствующих в {\displaystyle T}, {\displaystyle \lambda _{i}=S_{ii}/T_{ii}} являются обобщёнными собственными значениями, которые являются решением обобщённой задачи поиска собственных значений {\displaystyle Av=\lambda Bv} (где {\displaystyle \lambda } — неизвестный скаляр и {\displaystyle v} — неизвестный ненулевой вектор).
- Вид разложения (вещественный случай): {\displaystyle A=QSZ^{T},B=QTZ^{T}}, где все матрицы состоят строго из вещественных значений. {\displaystyle Q,Z} — ортогональные матрицы, а {\displaystyle S,T} — квазитреугольные, состоящие из блоков {\displaystyle 1\times 1} или {\displaystyle 2\times 2} (аналогичных соответствующим блокам в разложении Шура).

### Сингулярное разложение
- Ограничения: произвольная матрица {\displaystyle A} размера {\displaystyle m\times n}[7].
- Вид разложения: {\displaystyle A=U\Sigma V^{H}}, где {\displaystyle \Sigma } — неотрицательная диагональная матрица, {\displaystyle U,V} — унитарные матрицы, а {\displaystyle V^{H}} — эрмитово-сопряжённая. В вещественном случае {\displaystyle A=U\Sigma V^{T}}, причём {\displaystyle \Sigma }, как и прежде, неотрицательная диагональная матрица, {\displaystyle U,V} — ортогональные[7][8].
- Элементы на диагонали матрицы {\displaystyle \Sigma } называются сингулярными значениями матрицы {\displaystyle A} и обозначаются {\displaystyle \sigma _{j}.} Число ненулевых сингулярных значений матрицы {\displaystyle A} равно рангу этой матрицы[9].
- Сингулярное разложение, как и спектральное разложение, включает в себя отыскание базиса подпространств, действие на элементы которых оператора {\displaystyle {\mathcal {A}}} эквивалентны умножению на скаляр (т. е. {\displaystyle Av=\sigma _{j}v}), но при этом сингулярное разложение является более общим методом, поскольку матрица {\displaystyle A} не обязана быть квадратной.

## Другие разложения

### Полярное разложение
- Ограничения: квадратная комплексная матрица {\displaystyle A}[10].
- Вид разложения (комплексный случай): {\displaystyle A=SU}, где {\displaystyle S} — эрмитова матрица с неотрицательными ведущими минорами, а {\displaystyle U} — унитарная матрица[10][11].
- Вид разложения (вещественный случай): {\displaystyle A=SQ}, где {\displaystyle S} — симметричная матрица с неотрицательными ведущими минорами, а {\displaystyle Q} — ортогональная матрица[12][13].
- Для невырожденной матрицы полярное разложение единственно, а для вырожденной матрицы однозначно определён лишь множитель {\displaystyle S}[10].
- Полярное разложение матрицы в комплексном случае является аналогом представления произвольного комплексного числа {\displaystyle z} в виде {\displaystyle z=|z|e^{i\varphi }}[14].

### Фробениусова нормальная форма
- Ограничения: квадратная матрица {\displaystyle A}.
- Вид разложения: {\displaystyle A=PCP^{-1}}, где {\displaystyle C} — блочно-диагональная матрица, состоящая из сопровождающих матриц для унитарных многочленов {\displaystyle f_{i}} таких, что {\displaystyle f_{i+1}} кратен {\displaystyle f_{i}}. {\displaystyle P} — переходная матрица.